# Échecs aux Jeux africains de 2007
Navigation
2003 2011
Les compétitions d'échecs aux Jeux africains de 2007 ont lieu du 11 au 23 août 2007 à Alger, en Algérie. 

## Médaillés
| Blitz individuel hommes | Ahmed Adly (EGY)  | Bassem Amin (EGY)     | Watu Kobese (RSA)  |  |  |  |
| Blitz individuel femmes | Mona Khaled (EGY) | Jenine Ellappen (RSA) | Hayet Toubal (ALG) |  |  |  |
|                         |                   |                       |                    |  |  |  |
| Par équipe hommes       | Égypte            | Afrique du Sud        | Zambie             |  |  |  |
| Par équipe femmes       | Algérie           | Afrique du Sud        | Nigeria            |  |  |  |

## Tableau des médailles
| Rang  | Nation         | Or | Argent | Bronze | Total |
| ----- | -------------- | -- | ------ | ------ | ----- |
| 1     | Égypte         | 3  | 1      | 0      | 4     |
| 2     | Algérie        | 1  | 0      | 1      | 2     |
| 3     | Afrique du Sud | 0  | 3      | 1      | 4     |
| 4     | Nigeria        | 0  | 0      | 1      | 1     |
| 4     | Zambie         | 0  | 0      | 1      | 1     |
| Total | Total          | 4  | 4      | 4      | 12    |